# Yves
Yves település Franciaországban, Charente-Maritime megyében. Lakosainak száma 1508 fő (2022. január 1.). Yves Ballon, Breuil-Magné, Châtelaillon-Plage, Fouras, Saint-Laurent-de-la-Prée, Saint-Vivien és Thairé községekkel határos.

## Népesség
A település népessége az elmúlt években az alábbi módon változott:
| Lakosok száma | 504  | 807  | 893  | 1359 | 1464 | 1480 | 1477 | 1490 | 1497 | 1508 |
|               | 1968 | 1982 | 1990 | 2006 | 2013 | 2015 | 2017 | 2019 | 2020 | 2022 |